# The Recruit (Fernsehserie)
The Recruit ist eine US-amerikanische Spionage-Dramaserie, die am 16. Dezember 2022 auf Netflix Premiere feierte. Die Hauptrolle des Owen Hendricks spielt Noah Centineo. Im Januar 2023 wurde die Serie um eine zweite Staffel verlängert. Sie erschien am 30. Januar 2025 und umfasste 6 Folgen. Im März 2025 wurde die Serie nach der zweiten Staffel abgesetzt.

## Handlung
Der erst neu bei der CIA angefangene Anwalt Owen Hendricks wird schon nach kurzer Zeit mit einem Problemfall konfrontiert, als die ehemalige Informantin Max Meladze interne Geheimnisse preiszugeben droht. Als er mit ihr zu verhandeln beginnt, verstrickt er sich jedoch immer weiter in ihre Machenschaften, die nicht nur konkurrierende Parteien hervorrufen, sondern auch allmählich mit seinem Privatleben kollidieren.

## Besetzung und Synchronisation

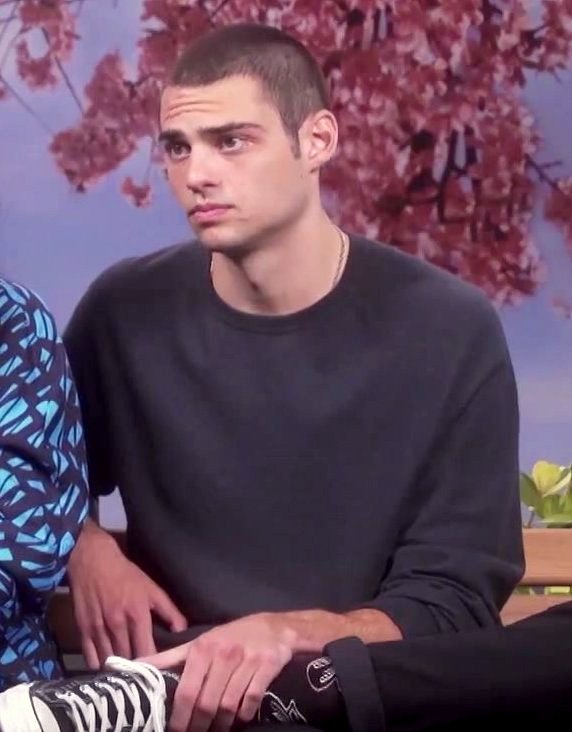
Noah Centineo spielt Owen Hendricks
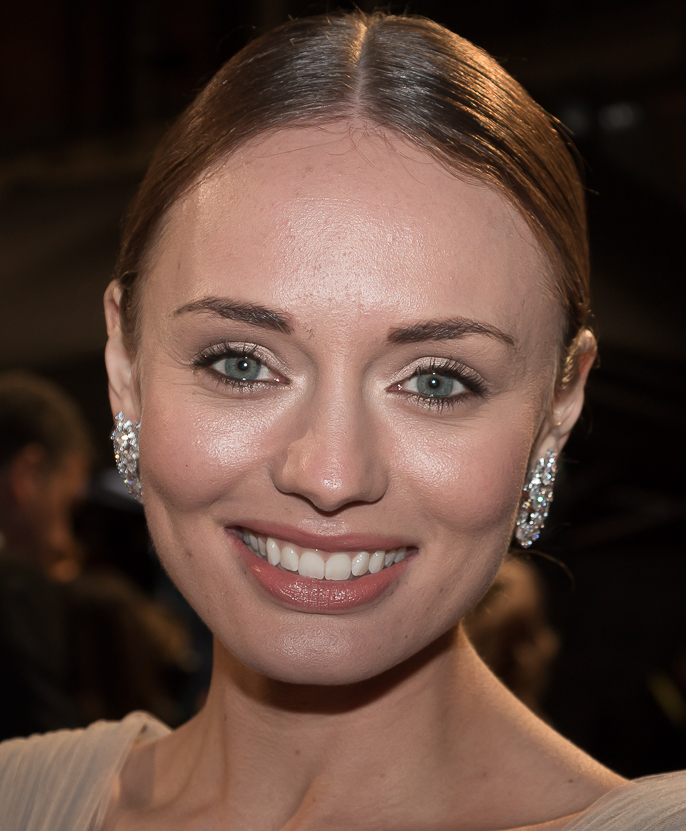
Laura Haddock spielt Max Meladze
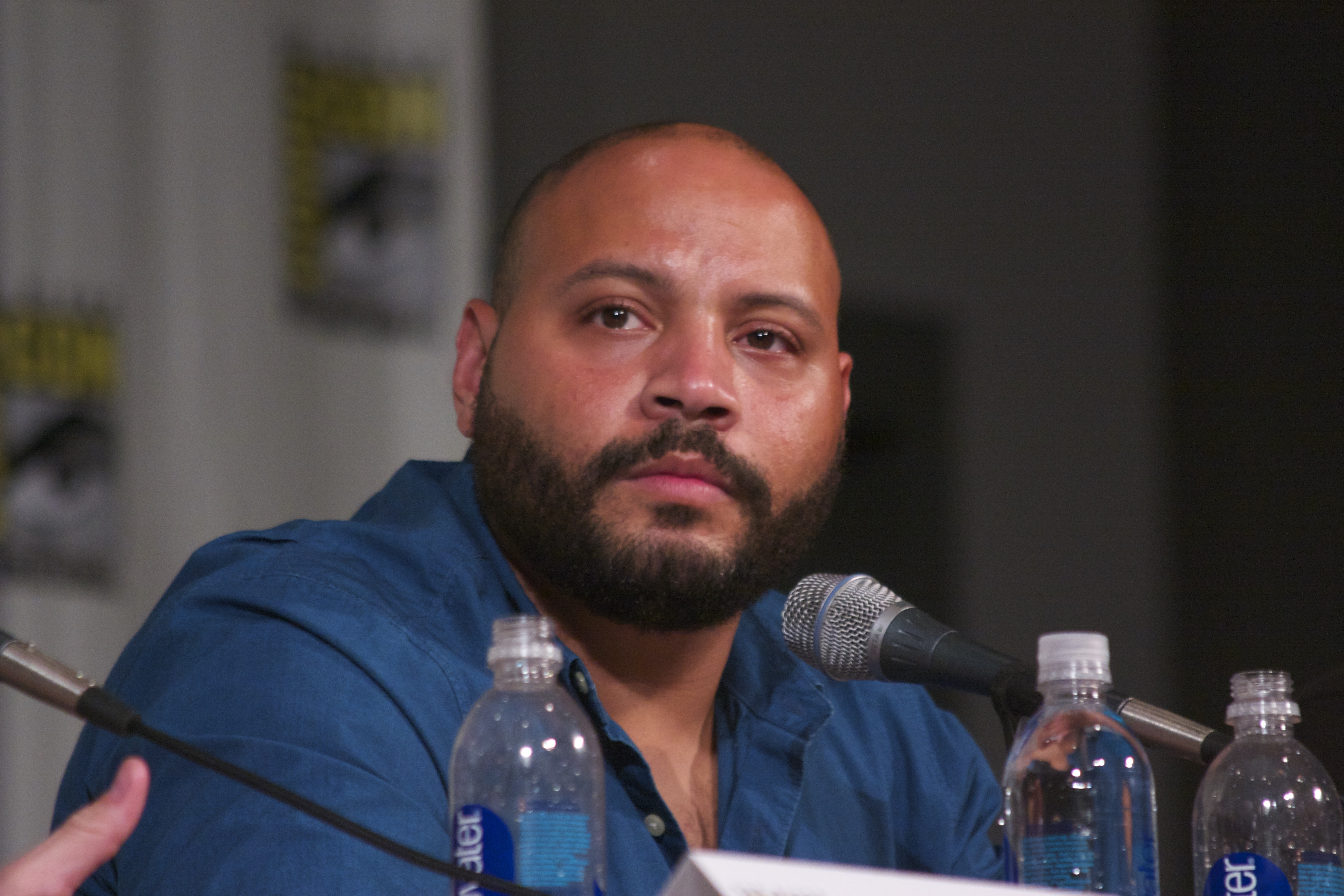
Colton Dunn spielt Lester Kitchins
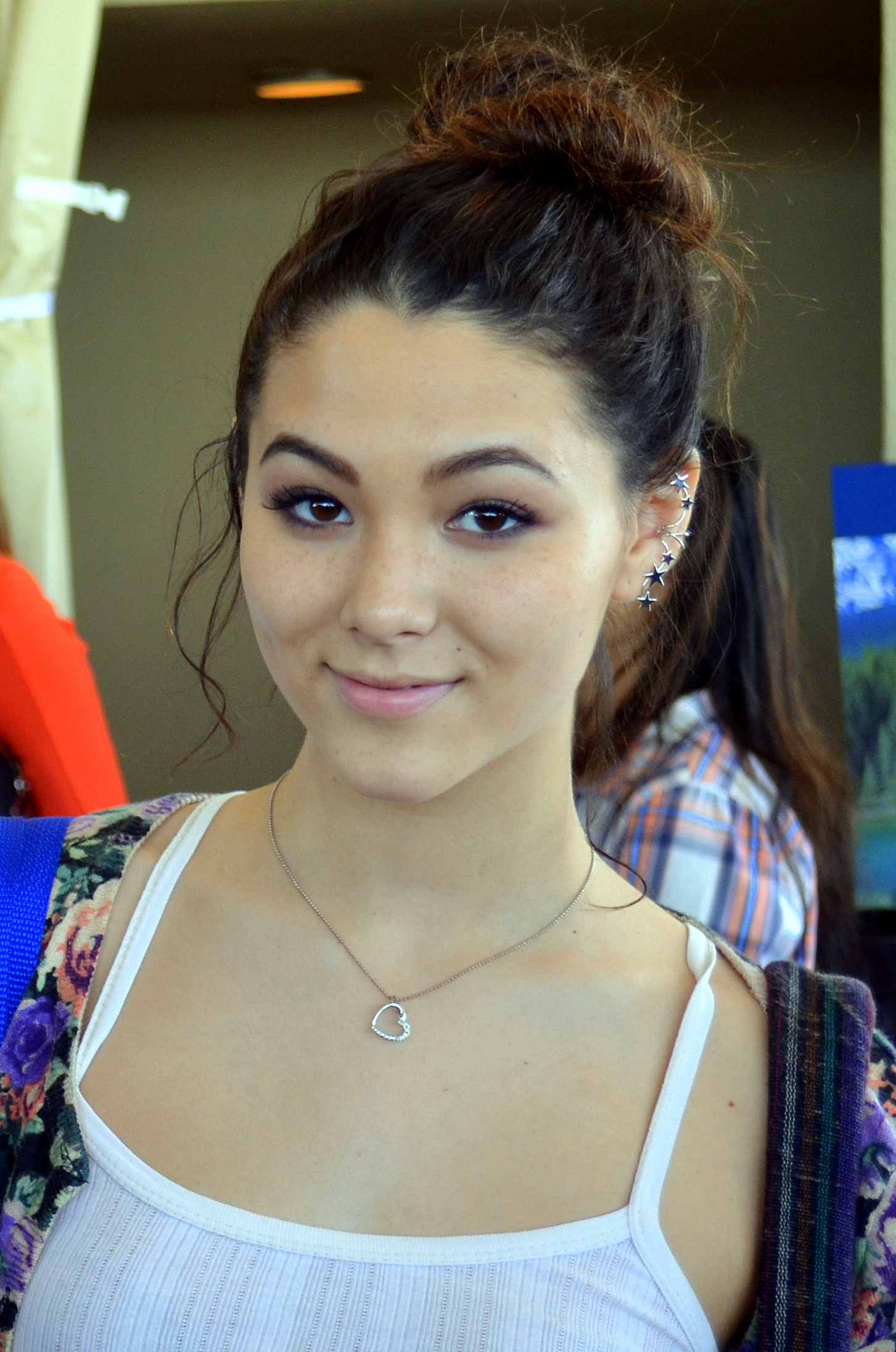
Fivel Stewart spielt Hannah Copeland
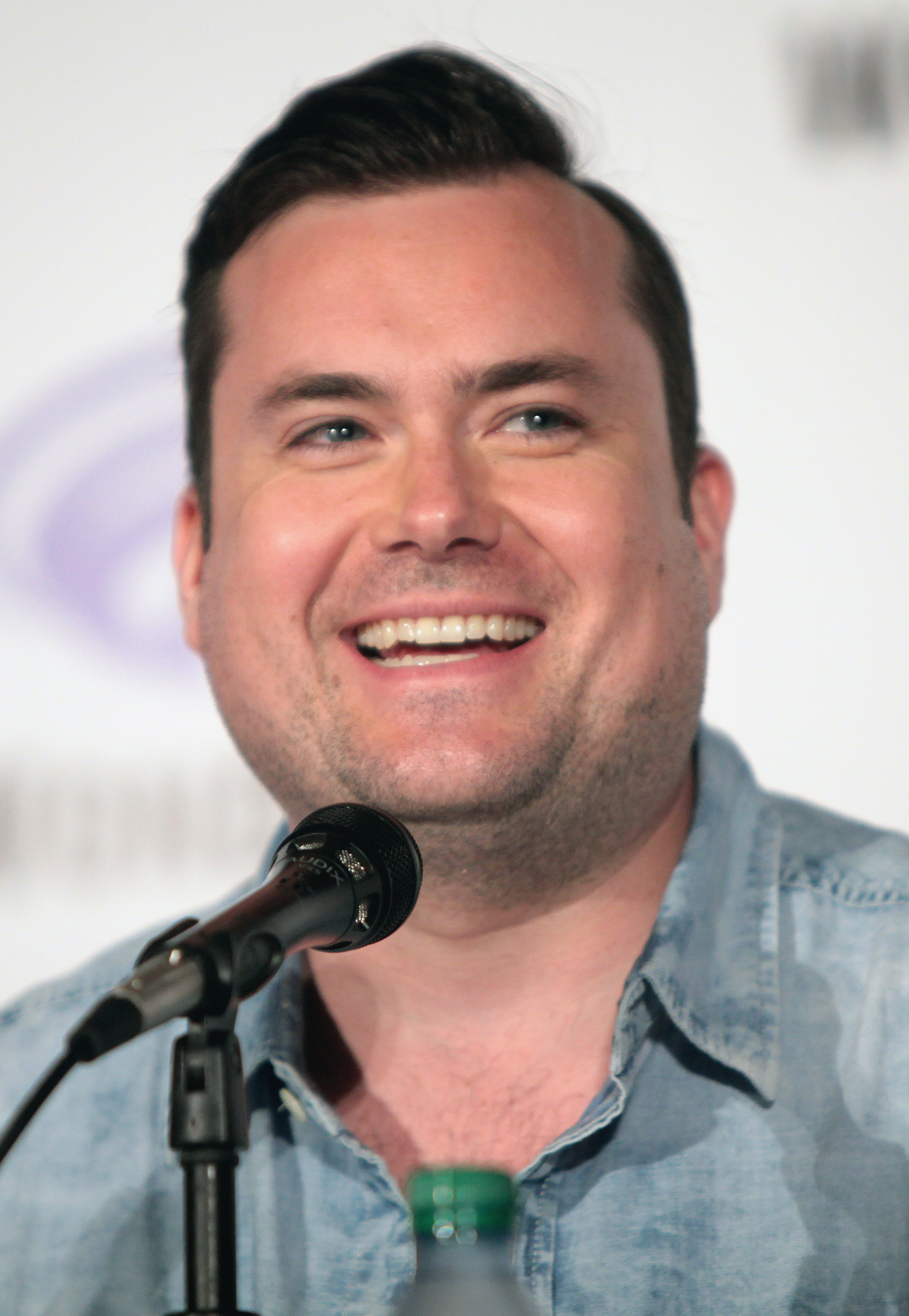
Kristian Bruun spielt Janus Ferber
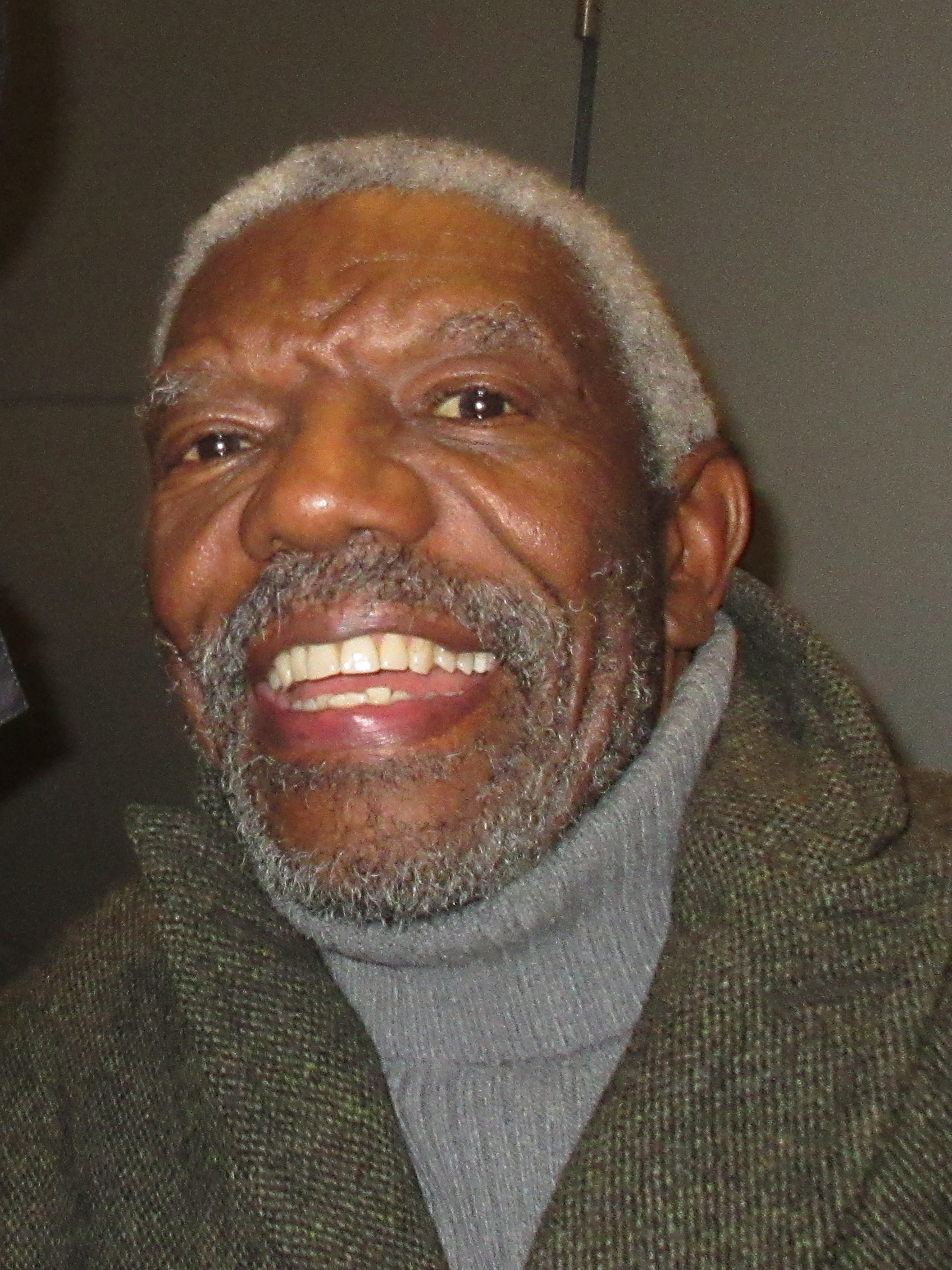
Vondie Curtis-Hall spielt Walter Nyland

Die deutschsprachige Synchronfassung entstand bei Iyuno Germany in Berlin nach Dialogbüchern von Jan Andres, Anja Giehler und Alexander Ziegenbein; die Dialogregie verantwortete ebenso Andres. Die Synchronfassung der zweiten Staffel entstand bei EVA Studios Germany nach Dialogbüchern von Ari Raschidi, die Dialogregie übernahm erneut Andres.

### Hauptdarsteller
| Rollenname            | Schauspieler        | Hauptrolle (Episoden)           | Nebenrolle (Episoden) | Synchronsprecher                                          |
| --------------------- | ------------------- | ------------------------------- | --------------------- | --------------------------------------------------------- |
| Owen Hendricks        | Noah Centineo       | 1.01–2.06                       |                       | Sebastian Kluckert                                        |
| Maxxine „Max“ Meladze | Laura Haddock       | 1.01–1.08                       |                       | Katharina Spiering                                        |
| Violet Ebner          | Aarti Mann          | 1.01–2.06                       |                       | Svantje Wascher                                           |
| Lester Kitchins       | Colton Dunn         | 1.01–2.06                       |                       | Thomas Schmuckert                                         |
| Hannah Copeland       | Fivel Stewart       | 1.01–2.06                       |                       | Jodie Blank                                               |
| Terence Hoffmann      | Daniel Quincy Annoh | 1.01–1.08                       | 2.03–2.04             | Marcel Mann                                               |
| Walter Nyland         | Vondie Curtis-Hall  | 1.01–2.06                       |                       | Marco Kröger                                              |
| Janus Ferber          | Kristian Bruun      | 1.01–1.02, 1.05–2.01, 2.03–2.06 |                       | Rainer Fritzsche                                          |
| Dawn Gilbane          | Angel Parker        | 2.01–2.06                       | 1.01, 1.04–1.08       | Giovanna Winterfeldt (Staffel 1) Elisa Bannat (Staffel 2) |
| Amelia Salazar        | Kaylah Zander       | 2.01–2.06                       | 1.02–1.08             | Kaya Marie Möller                                         |
| Marta / Nichka Lachin | Maddie Hasson       | 2.01–2.06                       | 1.07–1.08             | Alice Bauer                                               |
| Jang Kyu              | Yoo Teo             | 2.01–2.06                       |                       | Florian Clyde                                             |

### Neben- und Gastdarsteller
| Rollenname              | Schauspieler                  | Nebenrolle (Episoden) | Synchronsprecher |
| ----------------------- | ----------------------------- | --------------------- | ---------------- |
| Talco                   | Victor Andres Turgeon-Trelles | 1.01–1.02, 1.04, 1.06 | Michael Kuehl    |
| Senator Smoot           | Linus Roache                  | 1.01, 1.04            | Frank Röth       |
| Xander                  | Byron Mann                    | 1.02–1.04, 1.07–1.08  | Frank Schaff     |
| Staatsanwalt            | Jean Marchand                 | 1.03–1.04             | Thomas Meinhardt |
| Stabschef Kevin Mills   | David Denman                  | 1.05–1.06, 1.08       | Frank Muth       |
| CIA-Director Alton West | Nathan Fillion                | 1.08–2.01, 2.04–2.06  | Tobias Kluckert  |

## Episodenliste Staffel 1
| Nr. (ges.)                                                                 | Nr. (St.) | Deutscher Titel                                         | Originaltitel                                       | Regie                 | Drehbuch                        |
| -------------------------------------------------------------------------- | --------- | ------------------------------------------------------- | --------------------------------------------------- | --------------------- | ------------------------------- |
| 1                                                                          | 1         | I.B.K.S.I.B.A. (Ich bin kein Spion, ich bin Anwalt)     | I.N.A.S.I.A.L. (I’m Not a Spy, I’m a Lawyer)        | Doug Liman            | Alexi Hawley                    |
| 2                                                                          | 2         | N.D.N.Z. (Niemals die Nervosität zeigen)                | N.L.T.S.Y.P. (Never Let Them See You Pucker)        | Doug Liman            | Alexi Hawley                    |
| 3                                                                          | 3         | S.W.N.M.W.S.T. (Sie wissen nicht mal, was Sie tun)      | Y.D.E.K.W.Y.D. (You Don’t Even Know What You Do)    | Alex Kalymnios        | Alexi Hawley & George V. Ghanem |
| 4                                                                          | 4         | J.D.N.A.A.C. (Ja, doch nur als Anderson Cooper)         | I.Y.D.I.A.A.C. (If You Do It as Anderson Cooper)    | Alex Kalymnios        | Amelia Roper                    |
| 5                                                                          | 5         | S.H.D.W.E.P. (Sie haben da wohl ein Problem)            | T.S.L.A.Y.P. (That Sounds Like a You Problem)       | Emmanuel Osei-Kuffour | Hadi Nicholas Deeb              |
| 6                                                                          | 6         | I.P.I.P.N. (Ich presse, ich presse nicht)               | I.C.I.N.C. (I’m Clenching, I’m Not Clenching)       | Emmanuel Osei-Kuffour | Nicole R. Levy                  |
| 7                                                                          | 7         | D.W.M.E.S. (Das war meine erste Sexspionage)            | I.M.F.T.B.S. (It’s My First Time Being Sexpionaged) | Julian Holmes         | Maya Goldsmith                  |
| 8                                                                          | 8         | W.V.N.I.O.H. (Wer verdammt nochmal ist Owen Hendricks?) | W.T.F.I.O.H. (Who the Fuck Is Owen Hendricks?)      | Julian Holmes         | Alexi Hawley                    |
| Alle acht Episoden wurden am 16. Dezember 2022 auf Netflix veröffentlicht. |           |                                                         |                                                     |                       |                                 |

## Episodenliste Staffel 2
| Nr. (ges.)                                                                | Nr. (St.) | Deutscher Titel                                                                 | Originaltitel                                                               | Regie         | Drehbuch                                           |
| ------------------------------------------------------------------------- | --------- | ------------------------------------------------------------------------------- | --------------------------------------------------------------------------- | ------------- | -------------------------------------------------- |
| 9                                                                         | 1         | S.S.K.H.S.S.A. (Sie sind kein Held, Sie sind Anwalt)                            | Y.N.A.H.Y.A.L. (You're not a hero, you're a lawyer)                         | Julian Holmes | Alexi Hawley, George V. Ghanem                     |
| 10                                                                        | 2         | S.S.W.E.K.A.D.S.D.F. (Sie sind wie ein Kondom auf dem Schwanz des Fortschritts) | Y.A.R.A.C.O.T.D.O.P. (You are really a condom on the dick of progress)      | Julian Holmes | Alexi Hawley, George V. Ghanem                     |
| 11                                                                        | 3         | W.S.I.E.E.A.Z.T. (Wie schwer ist es, einen Anwalt zu töten?)                    | H.H.I.I.T.K.A.L. (How hard is it to kill a lawyer?)                         | Viet Nguyen   | Hadi Nicholas Deeb, Alexi Hawley, George V. Ghanem |
| 12                                                                        | 4         | U.D.W.D.N.S.D.K.A. (Und dann wird dir Nyland sofort den Kopf abreißen)          | A.T.N.W.H.Y.P.A.B.H. (And then Nyland will have you pulled apart by horses) | John Hyams    | Sue Chung, Alexi Hawley, George V. Ghanem          |
| 13                                                                        | 5         | W.T.N.A.D.P. (Wir tüfteln noch an den Programmen)                               | W.S.T.W.T.P. (We’re still tinkering with the programmatics)                 | Julian Holmes | Maya Goldsmith, Neda Davarpanah, Alexi Hawley      |
| 14                                                                        | 6         | S.W.I.N.E. (So will ich nicht enden)                                            | I.D.N.W.T.B.D.I. (I do not want to be dead inside)                          | Alexi Hawley  | Alexi Hawley, George V. Ghanem                     |
| Alle sechs Episoden wurden am 30. Januar 2025 auf Netflix veröffentlicht. |           |                                                                                 |                                                                             |               |                                                    |

## Produktion

### Hintergrund und Besetzung
Mit Ankündigung der Produktion der Serie wurde Noah Centineo im April 2021 als Hauptdarsteller der Serie bekannt gegeben. Weitere Bekanntgaben der Besetzung folgten im November 2021 sowie im Zuge der Promotion zum Start der ersten Staffel.
Im Dezember 2023 und Januar 2024 wurden neue Darsteller für die zweite Staffel verkündet, darunter Yoo Teo.

### Dreharbeiten
Die Dreharbeiten zur ersten Staffel fanden in Los Angeles (USA), Montreal (Kanada) und Wien (Österreich) statt.